# Ведзижев, Ахмет Абубакарович
Ахмет Абубакарович Ведзижев (ингуш. Ведажанаькъан Абубакара Ахьмад; Плиево, Назрановский округ, 10 августа 1919 — 23 марта 1996) — ингушский советский поэт, прозаик и переводчик.

## Биография
Родился 10 августа 1919 года в селе Плиево Назрановского округа. В 1934 году окончил Плиевскую неполную среднюю школу, через 2 два года — Грозненский нефтяной рабфак и два курса вечернего отделения Чечено‑Ингушского пединститута. В 1938 году Ведзижев стал переводчиком и литературным сотрудником Чечено‑Ингушского книжного издательства. Оттуда он был назначен обкомом комсомола секретарём Ачалукского райкома ВЛКСМ в декабре 1939 года. В 1940 году стал членом Союза писателей СССР. С конца 1940 года до самой депортации чеченцев и ингушей в 1944 году и с июня по август 1957 года Ведзижев работал в редакции газеты «Сердало», включая и заведующим отдела экономики.
С августа 1941 по ноябрь 1943 года Ведзижев служил в рядах Советской армии. В 1944 году он был депортирован в Среднюю Азию, где был вынужден работать на различных хозяйственных и административных должностях. Недолго Ведзижев работал в издававшей в Алма‑Ате газете «Знамя труда» для ингушей и чеченцев. Вернувшийся на родину он стал активно заниматься литературной и общественной деятельностью, а также работать в Чечено‑Ингушском радиокомитете. В 1957—1959 годы Ведзижев учился на Высшие литературные курсы при Союзе писателей СССР в Москве. С мая 1962 года по май 1969 год он работал редактором, сначала Чечено‑Ингушского книжного издательства, а позже — литературно‑художественного альманаха «Утро гор» («Лоаман Iуйре»). Там, он помогал в становлении литератором впоследствии видным ингушским писателям, как Саиду Чахкиеву, Магомед‑Саиду Плиеву, Али Хашагульгову, Гирихану Гагиеву, Азамат‑Гирею Угурчиеву и другим. Ведзижев также был членом правления Союза писателей ЧИАССР.
До 1991 года Ведзижев проживал в Грозном. С 1994 года он не имел постоянного места жительства и «нормальных условий для творчества», — как отмечает литературовед М. Д. Яндиева. Умер 23 марта 1996 года.

## Творчество
Первое стихотворение Ведзижева было опубликовано в 1937 году в республиканской комсомольской газете «Ленинец». Несмотря на это, литературовед Я. С. Патиев считает, что начало активной профессиональной деятельности писателя следует считать, как и у других его ровесников, конец 1950‑х годов, когда ингушская интеллигенция вернулась на родину, и им, как представителям репрессированных народов, было разрешено заниматься творчеством. Стихи, издававшиеся периодически, были заменены полноценной прозой и поэзией.
В 1958 году была издана первая книга стихов Ведзижева на ингушском языке «Завет друга», а также и другая книга стихов — «Избранное». После этого, писатель переключился на прозу. В 1956 году, ещё будучи в депортации, он создал свой первый рассказ «Веники Мути», который сразу был замечен и отмечен критиками и публикой. Сначала Ведзижев равномерно писал прозу и поэзию, но в итоге предпочёл прозу, в чём, по мнению Я. С. Патиева, и выявился истинный талант писателя. В 1960–80 годах в Грозном и Москве были опубликованы сборники рассказов и повестей Ведзижева: «На рассвете», «След», «Невестка Напсат», «На развилке», «На посту», «Огонь в очаге», «Гапур — тезка героя» (позднее — «Гапур из Сунжа‑юрта»), «Возмездие», «Поджог», «Остывший очаг. Роман» и другие. Эти книги, по мнению Патиева, указывают на «богатое творчество» писателя. Произведения детской литературы Ведзижева, коим являлись эти книги, имели успех у детского и взрослого читателя. Писатель, используя юмор и сатиру, боролся с пережитками прошлого, бытовыми неурядицамм, расхитителями собственности государства, подхалимами и приспособленцами, критиковал всё то, что мешает народу жить. Детские произведения Ведзижева были написаны в духе патриотизма и гражданственности позиций.
Ведзижев написал множество рассказов и повестей, которые были переведены на русский язык.
Его произведения также переведены на аварский, балкарский, кабардинский, казахский, лакский и осетинский языки. Сами писатель занимался переводом на ингушский язык стихов В. Луговского, М. Лермонтова, Н. Тихонова, К. Хетагурова и других поэтов.
Ведзижев занимался также публицистикой. Это статьи «Грозовые годы», «Костоев Беслан — верный сын народа», «Смерть комиссара», «Любовь к Серго», «В огне гражданской» и другие, которые, по мнению Я. С. Патиева «не только раскрывали малоизвестные страницы истории ингушского народа, но и были нацелены на современность, чтобы извлечь уроки из прошлого».
Свои произведения Ведзижев издавал в периодической печати — газетах «Сердало», «Ленинский путь», «Грозненский рабочий», а также в альманахах «Утро гор» и «Аргун», журналах «Дон», «Дружба народов», «Подъем».

## Награды
- Орден «За заслуги» (посмертно)[3]

### На ингушском
- Наькъаш. — Грозный, 1970.
- Бийсанара хьаына. — Грозный, 1972.
- Сенах велар Аббас. — Грозный, 1973.
- Цӏи тохар. — Грозный, 1973.
- Камаьршал. — Грозный, 1979.
- Шелбенна кхуврч. — Грозный, 1983.
- Шолжа юртара Гӏапур. — Грозный, 1983.
- Лоамашка дарз. — Грозный, 1986.

### На русском
- Гапур из Сунжа‑Юрта. — М., 1973.
- Гапур из Сунжа‑Юрта. — Грозный, 1978.